# Rob Schneider
Robert Michael „Rob” Schneider (n. 31 octombrie 1963, California, SUA) este un actor, scenarist și regizor american. Bun prieten cu Adam Sandler, au colaborat, printre altele, la filmele: Ne-am săturat de marțieni! (1990), The Hot Chick (2002), Animalul (2001), Little Nicky (2000) și Un tătic grozav (1999).

## Filmografie

### Filme
| An   | Titlu                                              | Rol                            | Note                    |
| ---- | -------------------------------------------------- | ------------------------------ | ----------------------- |
| 1990 | Ne-am săturat de marțieni! (Martians Go Home)      | Voyeur Martian                 |                         |
| 1991 | Necessary Roughness                                | Chuck Neiderman                |                         |
| 1992 | Singur acasă 2 - Pierdut în New York               | Cedric ca Bellman              |                         |
| 1993 | Surf Ninjas                                        | Iggy                           |                         |
| 1993 | Demolition Man                                     | Erwin                          | nemenționat             |
| 1993 | The Beverly Hillbillies                            | Woodrow Tyler                  |                         |
| 1995 | Judge Dredd                                        | Fergee                         |                         |
| 1996 | Down Periscope                                     | Lt. Martin Pascal              |                         |
| 1996 | The Adventures of Pinocchio                        | Volpe                          |                         |
| 1998 | Knock Off                                          | Tommy Hendricks                |                         |
| 1998 | Susan's Plan                                       | Steve                          |                         |
| 1998 | The Waterboy                                       | Townie                         |                         |
| 1999 | Un gigolo de doi bani (Deuce Bigalow: Male Gigolo) | Deuce Bigalow                  |                         |
| 1999 | Big Daddy                                          | Nazo                           |                         |
| 1999 | Muppets from Space                                 | TV Producer                    |                         |
| 2000 | Little Nicky                                       | The Townie                     |                         |
| 2001 | The Animal                                         | Marvin Mange                   |                         |
| 2002 | Mr. Deeds                                          | Nazo, the Italian Delivery Man |                         |
| 2002 | The Hot Chick                                      | Clive Maxtone/Jessica Spencer  |                         |
| 2004 | 50 First Dates                                     | Ula                            |                         |
| 2004 | Around the World in 80 Days                        | Hobo                           |                         |
| 2005 | The Longest Yard                                   | Punky                          |                         |
| 2005 | Deuce Bigalow: European Gigolo                     | Deuce Bigalow                  |                         |
| 2006 | Grandma's Boy                                      | Yuri                           |                         |
| 2006 | The Benchwarmers                                   | Gus Matthews                   |                         |
| 2006 | Click                                              | Prince Habeeboo                | nemenționat             |
| 2006 | Little Man                                         | Dinosaur Rex                   | nemenționat             |
| 2007 | I Now Pronounce You Chuck and Larry                | Asian Minister                 | nemenționat             |
| 2007 | Big Stan                                           | Stan Minton                    | Regizor                 |
| 2008 | American Crude                                     | Bill                           |                         |
| 2008 | You Don't Mess with the Zohan                      | Salim                          |                         |
| 2008 | Bedtime Stories                                    | Indian Horse Seller / Scammer  | Rol cameo (nemenționat) |
| 2009 | Wild Cherry                                        | Father of High School Girl     |                         |
| 2009 | American Virgin                                    | Ed Curtzman                    |                         |
| 2010 | Grown Ups                                          | Rob Hilliard                   |                         |
| 2010 | The Chosen One                                     | Paul Zadzik                    | Regizor                 |
| 2011 | You May Not Kiss the Bride                         | Ernesto                        |                         |
| 2013 | InAPPropriate Comedy                               | Psychologist / J. D.           |                         |
| 2015 | The Ridiculous 6                                   | Ramon                          |                         |
| 2017 | Sandy Wexler                                       | Firuz                          |                         |
| 2020 | The Wrong Missy                                    | Komante                        |                         |
| 2020 | Hubie Halloween                                    | Richie Hartman                 |                         |

### Roluri de voce în filme
| An   | Titlu                                        | Rol                                                                                                |
| ---- | -------------------------------------------- | -------------------------------------------------------------------------------------------------- |
| 2002 | Eight Crazy Nights                           | Chinese Waiter (Narator)                                                                           |
| 2003 | The Electric Piper                           | Rinky Dinky Dink                                                                                   |
| 2006 | Shark Bait                                   | Nerissa, Bart, Conch Shell, Eddie, Indian Crab, Lobster, Lou, Madge the Starfish, Pelican (dublaj) |
| 2011 | Top Cat: The Movie                           | Lou Strickland (dublaj)                                                                            |
| 2012 | Noah's Ark: The New Beginning                | Zed                                                                                                |
| 2012 | The Outback                                  | Johnny the Koala, Narrator, Mac the Kangaroo, Boy #1 (dublaj)                                      |
| 2012 | Wings                                        | Dodo (dublaj)                                                                                      |
| 2012 | The Reef 2: High Tide                        | Nerissa, Bart, Bud, Doom, Eddie, Lobster, Madge, Max the Crab, Pelican, Sponge (dublaj)            |
| 2012 | Dino Time                                    | Dodger (dublaj)                                                                                    |
| 2013 | The Little Penguin Pororo's Racing Adventure | Toto (dublaj)                                                                                      |
| 2014 | Jungle Shuffle                               | Chuy, Dr. Loco, Great Monkey, Tuana                                                                |
| 2014 | Shelby                                       | Shelby                                                                                             |
| 2014 | Wings: Sky Force Heroes                      | Fred (dublaj)                                                                                      |
| 2015 | The Frog Kingdom                             | One Eye (dublaj)                                                                                   |
| 2015 | OMG, I'm a Robot!                            | Robo Joseph                                                                                        |
| 2015 | Pups United                                  | Benny                                                                                              |
| 2016 | Norm of the North                            | Norm                                                                                               |
| 2016 | The Adventures of Panda Warrior              | Patrick, Jimmy Ginseng (English dub)                                                               |
| 2017 | Ozzy                                         | Vito (dublaj)                                                                                      |

### Seriale TV
| An        | Titlu               | Rol              | Note                                                                |
| --------- | ------------------- | ---------------- | ------------------------------------------------------------------- |
| 1989      | 227                 | Jeremy           | Episodul: "House Number"                                            |
| 1990      | Coach               | Leonard Kraleman | Episodul: "Professor Doolittle" și "Leonard Kraleman; All-American" |
| 1990–1994 | Saturday Night Live | Diverse roluri   | Rol principal; seasons 16–19                                        |
| 1996      | Seinfeld            | Bob Grossberg    | Episodul: "The Friars Club"                                         |
| 1996–1997 | Men Behaving Badly  | Jamie Coleman    | Rol principal                                                       |
| 1998      | Ally McBeal         | Ross Fitzsimmons | Episodul: "Happy Trails"                                            |
| 2012      | Rob                 | Rob              | Rol principal                                                       |
| 2013      | Inside Amy Schumer  | Rich             | Episodul: "Meth Lab"                                                |
| 2014      | Hot in Cleveland    | Chill            | Episodul: "Murder House"                                            |
| 2015–2017 | Real Rob            | Rob              | Rol principal; și creator și producător executiv                    |

### Jocuri video
| An   | Titlu              | Rol          | Note                                    |
| ---- | ------------------ | ------------ | --------------------------------------- |
| 1997 | A Fork in the Tale | Delivery guy |                                         |
| 2018 | Madden NFL 19      | Donnie Marks | Povestea jocului, "Longshot Homecoming" |